# Michel Piron (homme politique)
Pour les articles homonymes, voir Michel Piron.
 (avril 2015).
Si vous disposez d'ouvrages ou d'articles de référence ou si vous connaissez des sites web de qualité traitant du thème abordé ici, merci de compléter l'article en donnant les références utiles à sa vérifiabilité et en les liant à la section « Notes et références ».
Michel Piron, né le 15 mars 1943 à Saumur (Maine-et-Loire), est un homme politique français. Il est député UMP puis UDI (à partir de 2013) de la 4e circonscription de Maine-et-Loire de 2002 à 2017, ancien conseiller général de Maine-et-Loire, ancien président de la communauté des Coteaux du Layon et ancien maire de Thouarcé.

## Biographie
Michel Piron est professeur de musique et dessin au collège de Thouarcé de 1964 à 1989, puis directeur-fondateur de la société Emballages spéciaux de l'Ouest de 1989 à 2001.
Michel Piron commence sa carrière politique comme conseiller municipal de Thouarcé en 1971. Affilié à l'UDF jusqu'en 2001, il devient maire de Thouarcé en 1983, poste qu'il occupe jusqu'en 2003.
En 2001, il est élu conseiller général pour le canton de Thouarcé. L'année suivante, il devient député de la 4e circonscription de Maine-et-Loire, pour la XIIe législature (2002-2007), avec 57,86 % des voix au second tour. Il est réélu en 2007, pour la XIIIe législature (2007-2012), dès le premier tour avec 52,54 % des voix. En 2012, il retrouve son siège pour la XIVe législature en s'imposant au second tour avec 55,17 % des voix.
À l'Assemblée, il est secrétaire de la commission des affaires économiques et membre de la commission des affaires européennes. Spécialisé des questions sur la ville, l'urbanisme, le logement et les collectivités territoriales, il est rapporteur « ville et logement » pour la commission des affaires économiques.
Il préside la communauté de communes des Coteaux du Layon — antérieurement SIVOM de Thouarcé — de 1983 à 2008.
Par ailleurs, il est président du Conseil national de l'habitat, président délégué de l'Assemblée des communautés de France (AdCF), coprésident de l'Institut de la décentralisation et membre du comité des finances locales (CFL).
Il soutient la candidature de François Fillon à la présidence de l'UMP lors du congrès d'automne 2012. Il rejoint finalement l'UDI le 18 février 2013, où il prend la présidence de la fédération de Maine-et-Loire.
Au début de l'année 2016, il annonce son soutien à Alain Juppé pour la primaire présidentielle de 2016. Du fait que l'UDI ne participe pas à la primaire, Michel Piron décide de ne pas briguer un second mandat à la tête de la fédération départementale.
Il soutient de nouveau Alain Juppé pour la primaire présidentielle de la droite et du centre de 2016.
Le 2 mars 2017, dans le cadre de l'affaire Fillon, il retire son soutien au candidat LR François Fillon à l'élection présidentielle. En juin de la même année, il ne se représente pas aux élections législatives.

## Détail des fonctions et des mandats
Mandats locaux
- 22 mars 1971 - 20 mars 1977 : Conseiller municipal de Thouarcé
- 13 juin 2003 - 16 mars 2008 : Conseiller municipal de Thouarcé
- Depuis le 17 mars 2008 : Conseiller municipal de Thouarcé
- 21 mars 1977 - 13 mars 1983 : Adjoint au maire de Thouarcé
- 14 mars 1983 - 19 mars 1989 : Maire de Thouarcé
- 20 mars 1989 - 18 juin 1995 : Maire de Thouarcé
- 19 juin 1995 - 18 mars 2001 : Maire de Thouarcé
- 19 mars 2001 - 12 juin 2003 : Maire de Thouarcé
- 19 mars 2001 - 9 mars 2008 : Conseiller général du canton de Thouarcé
- 10 mars 2008 - 16 mars 2008: Président de la communauté de communes des Coteaux du Layon
- 10 mars 2008 - 1er avril 2015 : Conseiller général du canton de Thouarcé

Mandats parlementaires
- 19 juin 2002 - 19 juin 2007 : Député de la 4e circonscription de Maine-et-Loire
- 20 juin 2007 - 19 juin 2012 : Député de la 4e circonscription de Maine-et-Loire
- 20 juin 2012 - 20 juin 2017: Député de la 4e circonscription de Maine-et-Loire